# Mount Hollingshead
Mount Hollingshead är ett berg i Antarktis. Det ligger i Östantarktis. Australien gör anspråk på området. Toppen på Mount Hollingshead är 1 515 meter över havet.
Terrängen runt Mount Hollingshead är huvudsakligen lite kuperad. Trakten är obefolkad. Det finns inga samhällen i närheten.